# Alex García Mendoza
Alex Maxwell García Mendoza (Matanzas, 2 de junio de 1993) es un deportista cubano que compite en judo.
Ganó una medalla en el Campeonato Mundial de Judo de 2017 y cuatro medallas en el Campeonato Panamericano de Judo entre los años 2013 y 2017. En los Juegos Panamericanos de 2015 consiguió una medalla de bronce.

## Palmarés internacional
| Campeonato Mundial      | Campeonato Mundial        | Campeonato Mundial | Campeonato Mundial |
| Año                     | Lugar                     | Medalla            | Categoría          |
| ----------------------- | ------------------------- | ------------------ | ------------------ |
| 2017                    | Marrakech (Marruecos)     | Medalla de bronce  | Abierta            |
| Juegos Panamericanos    |                           |                    |                    |
| Año                     | Lugar                     | Medalla            | Categoría          |
| 2015                    | Toronto (Canadá)          | Medalla de bronce  | +100 kg            |
| Campeonato Panamericano |                           |                    |                    |
| Año                     | Lugar                     | Medalla            | Categoría          |
| 2013                    | San José (Costa Rica)     | Medalla de bronce  | +100 kg            |
| 2015                    | Edmonton (Canadá)         | Medalla de bronce  | +100 kg            |
| 2016                    | La Habana (Cuba)          | Medalla de bronce  | +100 kg            |
| 2017                    | Ciudad de Panamá (Panamá) | Medalla de oro     | +100 kg            |